# 法比里西奥·卡恰托雷
法比里西奥·卡恰托雷（義大利語：Fabrizio Cacciatore；1986年10月8日—）是一位意大利足球運動員。在場上的位置是中後衛。現時為自由身，曾兩度效力森多利亞。他也曾代表意大利U19國家隊參賽。